# 阿拉加帕普拉姆
阿拉加帕普拉姆（Alagappapuram），是印度泰米尔纳德邦甘尼亚古马里县的一个城镇。总人口8101（2001年）。

## 人口
该地2001年总人口8101人，其中男性3760人，女性4341人；0—6岁人口791人，其中男396人，女395人；识字率82.03%，其中男性为84.76%，女性为79.66%。